# Ternstroemia huasteca
Ternstroemia huasteca là một loài thực vật có hoa trong họ Pentaphylacaceae. Loài này được B.M. Barthol. miêu tả khoa học đầu tiên năm 1988.